# هدورام
هَدورام (بالعبرية: הֲדוֹרָם‎) وفقًا لسِفر التكوين (تك 10: 27)، كان هدورام احد أبناء يقطان أو قحطان

## نسبه
هو هدورام بن يقطان (قحطان) بن عابر بن شالخ بن أرفخشذ بن سام بن نوح.